# Lamponusa gleneagle
Genre
Espèce
Lamponusa gleneagle, unique représentant du genre Lamponusa, est une espèce d'araignées aranéomorphes de la famille des Lamponidae.

## Distribution
Cette espèce est endémique d'Australie-Occidentale.  Elle se rencontre vers Jarrahdale, Cardup et la forêt d'État de Gleneagle.

## Description
La femelle holotype mesure 4,7 mm et le mâle 3,5 mm.

## Étymologie
Son nom d'espèce lui a été donné en référence au lieu de sa découverte, la forêt d'État de Gleneagle.

## Publication originale
- Platnick, 2000 : A relimitation and revision of the Australasian ground spider family Lamponidae (Araneae: Gnaphosoidea). Bulletin of the American Museum of Natural History, no 245, p. 1-330 (texte intégral).